# 隆裕太后
孝定景皇后（穆麟德轉寫：hiyoošungga toktonggo ambalinggū hūwangheo；1868年1月28日—1913年2月22日），叶赫那拉氏，一说蘇完，本名无记载，或称乳名喜格:610，又稱隆裕皇后、光緒帝皇后、隆裕太后。她是光绪帝的表姐和嫡妻，慈禧太后之弟都統桂祥的女兒，是清朝最後一位皇太后，亦是中國史上最後一位太后。
隆裕太后是清朝宣統年間實際上的最高統治者，統治清朝最後三年，並代表清朝末代皇帝宣統帝溥儀頒布《退位詔書》，結束清朝的統治。

## 家世、本名
隆裕太后生於同治七年正月初四日（1868年1月28日），為慈禧太后之弟桂祥和嫡妻爱新觉罗氏的长女。生母爱新觉罗氏出身宗室还是觉罗，不详。她有两位兄弟和三位姊妹。当代研究者王冕森指出她可能是桂祥最为年长的孩子，有两位弟弟和三位妹妹。弟弟德恆、德祺。二妹（年幼四岁）为載澤嫡妻，三妹早夭，四妹（年幼十余岁）为訥勒赫嫡妻:610—611。或说嫡母佟佳氏，繼母尚佳氏（平南王尚可喜第七子和硕额驸尚之隆八世孙女）。母觉罗氏，桂祥侧室。
正史未记载隆裕太后的本名。中国第一历史档案馆藏有她的绿头牌，正面书有“桂祥之女，年二十一岁，立为皇后”，背面书写“喜格”，故当代研究者王冕森认为她的乳名为喜格:609—610。《清宫太监回忆录》称隆裕太后小名叫喜哥。那根正称她的本名为「靜芬」，小名由「喜哥」转化为「喜子」。
静芬一名可追溯至德龄《瀛台泣血记》。民國以来不見於史籍。此外，《宫女谈往录》曾提及隆裕太后的小妹名「静芳」，芬芳二字意思相连。有当代研究者以「静芬」为她的本名:7。清史学家朱家溍指“光绪皇后根本没有‘静芬’这个名字”。同时指出《瀛台泣血记》关于静芬之名的描写中，隆裕太后因母亲是“蒙古贵族的女儿”而以“半蒙古人”身份入宫成为皇后被视为“很反常的行为”，亦不符合历史。因清朝本就有满蒙联姻习俗，以及蒙古出身的皇后:36—37。

## 皇后时期

### 选为皇后
按例原定光绪十一年（1885年）的八旗选秀因故推迟至次年。因涉及光绪帝大婚、选立皇后，与同治帝选秀类似，这次选秀持续了三年，进行了六次选看。光绪十二年（1886年）二月十九日，第一次选看时，叶赫那拉氏是记名秀女:601—602。
她的二妹、堂妹（照祥之女）、堂姑（惠春之女）亦参加光绪十二年的同一次选秀，均被撂牌子。二妹指婚给奉恩镇国公載澤为嫡妻，堂妹（照祥之女）指婚给固山贝子載澍为嫡妻:610—612。
光绪十三年（1887年），她的另一位堂妹（佛佑之女，时年十二岁:603）参加选秀。光绪十四年（1888年）十月初五日，两人与其她六名秀女参加最后一次挑选。其中，有江西巡撫德馨的两个女儿。最终选定叶赫那拉氏为皇后，两位他他拉氏分别为瑾嫔、珍嫔。其她秀女撂牌子。堂妹（佛佑之女）指婚溥倫为嫡妻:607，611—612。
太监唐冠卿回忆，光绪帝属意的皇后人选是德馨的一个女儿，被慈禧太后阻止后，不得不选择叶赫那氏为皇后。这成为日后光绪帝宠爱珍嫔，厌恶皇后的肇始。当代研究者认为此说法“有一定的取信度”:612—613。

### 宫廷生活
光緒十四年（1888年）十月初五日，指立叶赫那拉氏为光緒帝的皇后。次年正月二十六日，以大学士額勒和布为正使，礼部尚书奎潤为副使，正式立叶赫那拉氏為皇后。次日，皇后入宫，與光緒帝成婚:609—610。婚后，皇后住進東六宮的鍾粹宮。但光緒帝只寵幸珍妃，和隆裕之間的感情並不好。而慈禧太后之所以會挑選她為光緒帝之皇后，也是希望由自己的親侄女來監視光緒帝的一舉一動，因此光緒帝對她多有防備。她姿色並不出众，且性格柔和懦弱，身為皇后既不得寵，在宮中也得不到慈禧太后的歡心，平日與諸命婦王妃見面時也不太有威信。
光緒二十六年（1900年），因八國聯軍攻入北京，在聯軍攻入紫禁城前夕，皇后隨著慈禧太后、光緒帝和其餘宮眷一同逃往西安。期間，和瑾妃同居光緒帝居室後的小屋，每天早上前往伺候光緒帝梳洗，一同進膳。光緒二十七年（1901年），一行人再度回到了紫禁城。

## 皇太后时期

### 掌权
光緒三十四年（1908年），光緒帝在南海瀛台涵元殿駕崩，依慈禧太后遺命由宣統帝繼位。皇后以遺詔得尊隆裕皇太后，稱「兼祧母后」，地位在同治帝的諸位太妃之上，並遷往西六宮的太極殿居住。宣統帝登基時年僅三歲，因此由太后撫養。據宣統帝四十七年後回憶，隆裕太后在世時，宣統每日晨定請安，隆裕要求他把所學的四书五经念一遍，四太妃則未有。同時隆裕太后也實行垂簾聽政，在朝政上依賴性格亦頗為懦弱的攝政王載灃（宣統帝生父，光緒帝之弟）。
宣统二年（1910年）东北爆发鼠疫，波及69个县（大连、北京、天津、保定、旅顺、芝罘、济南等地先后都曾出现鼠疫患者），共死亡6万余人，隆裕太后任命天津陆军军医学堂副监督伍连德担任全权总医官，负责东北鼠疫疫区防疫救治。1911年1月，隆裕太后指定协和医学堂为鼠疫防治中心。4月23日，隆裕太后宣布东三省鼠疫肃清。

### 同意退位
宣統三年八月（1911年10月），爆发武昌起义。其后，自湖南省开始，漢地十八省中的多省宣布脱离清朝。在此背景下，南方革命党与掌握清廷实权的袁世凱达成南北議和。十一月十三日（1912年1月1日），中華民國成立。
宣統三年十二月二十五日戊午（1912年2月12日），隆裕皇太后以宣統帝的名義頒布《宣統帝退位詔書》，結束1644年順治帝清兵入關以來共268年的統治（若从1636年清太宗皇太極定国号“大清”开始算起，清帝国共持续276年），同时也结束了中国兩千年的君主專制政體。

### 逝世、丧礼
頒布退位詔書之後，隆裕太后完全交出国家权力。她和逊帝溥儀虽免于被新政府清算，但隆裕太后在失势后鬱鬱寡歡。民國二年農曆正月十七日（1913年2月22日）凌晨，她因“虚阳上升、症势业难、气壅痰塞、中风病逝”，享年四十五歲:7。隆裕太后死時，注視當時七歲的溥儀良許，曰：“汝生帝王家，一事未喻，而国亡，而母死，茫然不知。吾别汝之期至矣，沟渎道途，听汝自为而已。”
雖然已經改朝換代，但基於尊重隆裕太后一生，故決定由御前大臣那彦图等十人按清朝惯例办理隆裕太后丧礼:7。遜清小朝廷上谥号为孝定隆裕寬惠慎哲協天保聖景皇后。中華民國北洋政府将靈堂设置在太和殿内。内悬“女中尧舜”横匾。同時告全国下半旗致哀三日，穿孝二十七天。袁世凯派赵秉钧等高官与逊清小朝廷的官员一同守灵:7。副总统黎元洪挽联（或称唁电）称赞隆裕太后“德至功高，女中尧舜”:7。
正月二十三日为丧礼的祭奠之日，参议院为此特休会一天。次日，在太和門前广场举办全国国民哀悼会。吊唁、祭奠人数达成数万。隆裕太后梓宫先停长春宫，后停皇极殿。经前门火车站，用专列运至崇陵。最终，與丈夫光緒帝合葬于崇陵地宫。神牌照例升祔奉先殿:7。隆裕太后的葬禮，也成為最後一次出現在中國的皇家大喪。

## 圖集

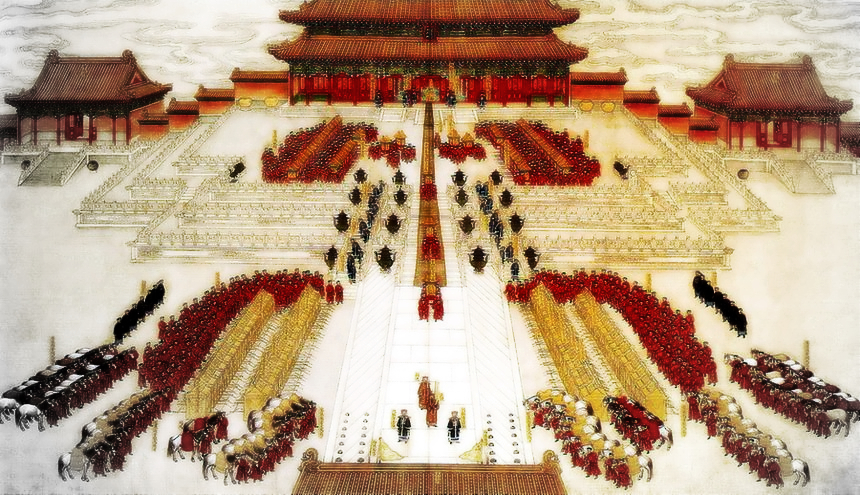
隆裕大婚图
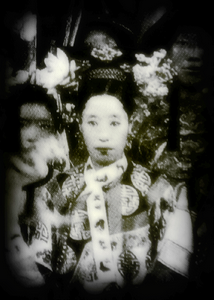
隆裕皇后旗裝像
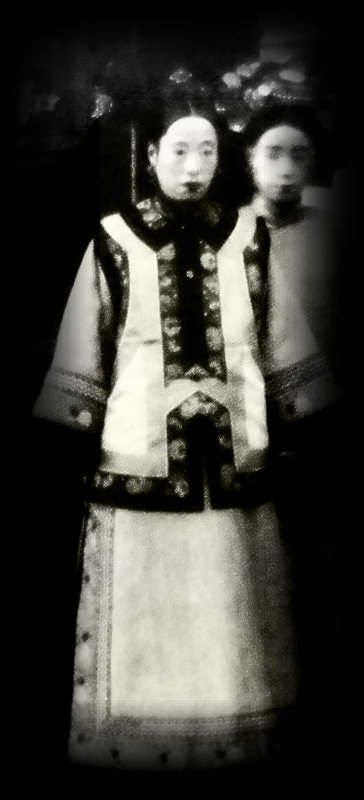
隆裕太后照片

## 影视作品
| 影視作品                           | 剧中称谓 | 演員   |
| 1964年《西太后與珍妃》（電影）     |          | 莫愁   |
| 1970年《清宮殘夢》（電視劇）       |          | 范家玲 |
| 1975年《傾國傾城》（邵氏電影）     |          | 凌波   |
| 1976年《瀛台泣血》（邵氏電影）     |          | 凌波   |
| 1988年《末代皇帝》（電視劇）       |          | 梁月軍 |
| 1992年《滿清十三皇朝》（亚洲电视） |          | 雪梨   |
| 2003年《走向共和》（电视剧）       |          | 姜楠   |
| 2005年《梧桐相思雨》（电视剧）     |          | 宁静   |
| 2006年《德齡公主》（電視劇）       | 皇后     | 燕子   |
| 2010年《苍穹之昴》（电视剧）       | 皇后     | 桑桑   |
| 2011年《第一大总统》（電影）       | 隆裕太后 | 李晟   |
| 2011年《建党伟业》（電影）         | 隆裕太后 | 范冰冰 |
| 2011年《辛亥革命》（电影）         | 隆裕太后 | 陈冲   |
| 2014年《末代皇帝传奇》（电视剧）   | 隆裕太后 | 惠英红 |
| 2016年《末代御醫》（無綫電視）     | 皇后     | 周寶霖 |
| 2021年《一剪芳華》（电视剧）       |          | 赵子琪 |

## 延伸阅读
[在维基数据编辑]
 《清史稿/卷214》，出自趙爾巽《清史稿》
 在维基共享资源阅览影像